# آندراماسینا (بخش)
آندراماسینا (به لاتین: Andramasina) یک بخش‌های ماداگاسکار در ماداگاسکار است که در آنالامانگا واقع شده‌است.